# Mark Esper
Pour les articles homonymes, voir Esper.
Mark Esper, né le 26 avril 1964 à Uniontown (Pennsylvanie), est un homme politique américain. Il est secrétaire à la Défense des États-Unis de 2019 à 2020, après avoir occupé la fonction de secrétaire à l'Armée des États-Unis de 2017 à 2019,. Militaire puis cadre d'entreprise, il est vice-président chargé des relations gouvernementales de Raytheon avant d'entrer au sein de l'administration américaine sous le président Donald Trump.

## Biographie

### Jeunesse et études
Diplômé de l'Académie militaire de West Point en 1986, Mark Esper combat en Irak lors de la guerre du Golfe, puis travaille dans l'industrie de la défense. Il reçoit une maîtrise en administration publique de John F. Kennedy School of Government à Harvard en 1995, ainsi qu'un doctorat en politique publique de l'université George-Washington en 2008.

### Secrétaire à l'Armée
Esper devient secrétaire à l'Armée des États-Unis le 20 novembre 2017, après que le Sénat le confirme dans ses fonctions par un vote de 89 voix contre 6.

### Secrétaire à la Défense

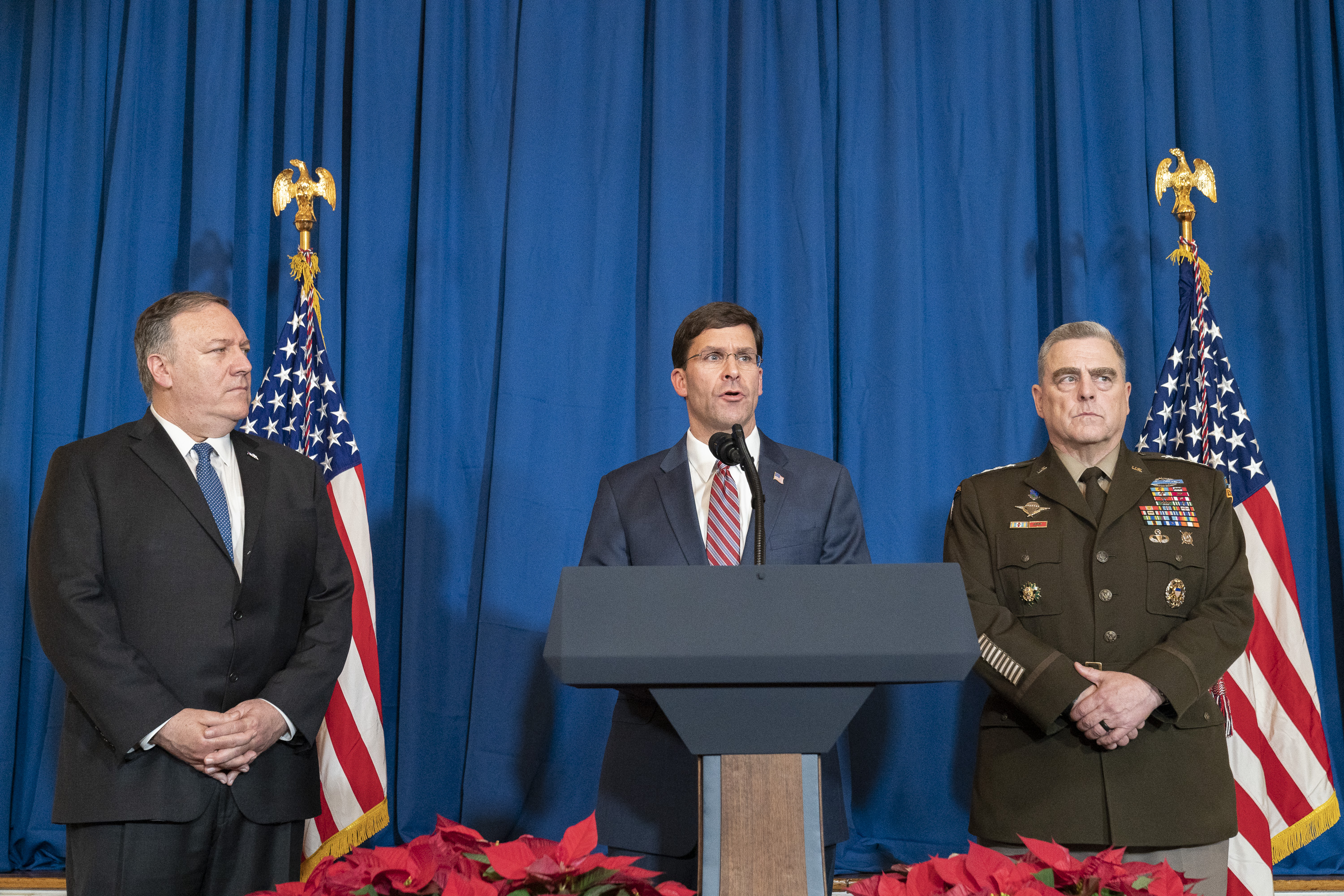
Mark Esper, entouré du secrétaire d'État Mike Pompeo et du chef d'État-Major Mark A. Milley, en 2019.

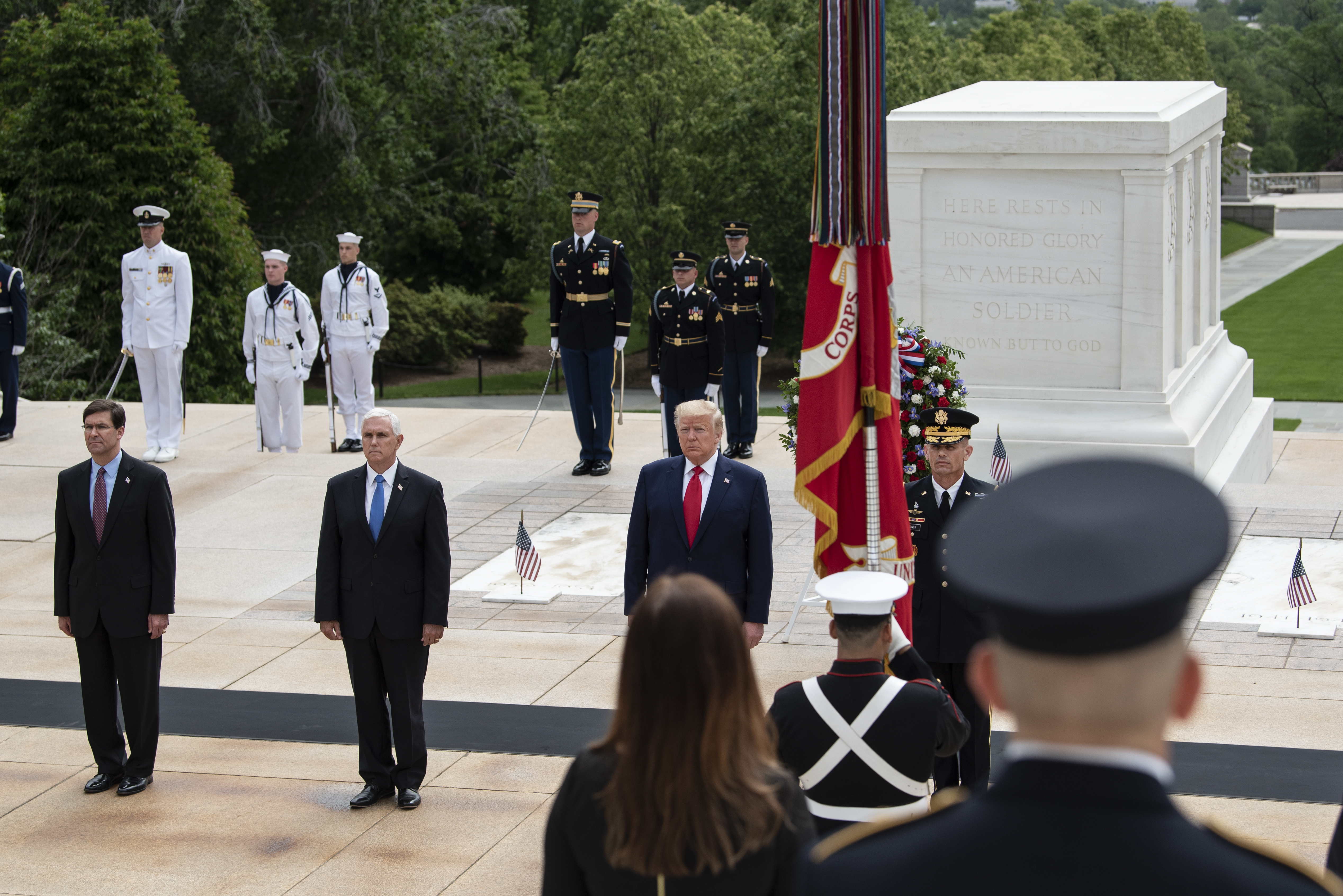
Esper accompagnant le président Donald Trump et vice-président Mike Pence au cimetière national d'Arlington pour le Memorial Day de 2020.

Le 18 juin 2019, le président Donald Trump annonce qu'Esper sera secrétaire à la Défense des États-Unis par intérim, succédant à Patrick M. Shanahan, également intérimaire. Après que Shanahan ne renonce à postuler devant le Sénat pour devenir secrétaire à la Défense de plein titre, Esper est considéré comme le candidat le plus sérieux pour le poste.
Le 21 juin 2019, il est proposé par le président au Sénat pour être secrétaire à la Défense de plein titre. Il se retire de ses fonctions le temps du processus de confirmation. Le Sénat approuve la nomination avec 90 votes pour contre 8 votes en opposition le 23 juillet 2019. Esper retrouve ses fonctions après un intérim de Richard V. Spencer.
Il considère la Chine comme une menace majeure sur le plan commerciale et militaire et appelle les États européens à s'associer aux efforts des États-Unis contre la Chine.
Entré en conflit avec le président à partir de juin 2020 au sujet d'un éventuel déploiement de l'armée contre les manifestations et émeutes consécutives à la mort de George Floyd, Esper se prononçant contre, il est limogé par Trump le 9 novembre suivant et remplacé par Christopher C. Miller, directeur du Centre national de lutte contre le terrorisme.